# Susan Sarandon
Susan Abigail Sarandon (leánykori nevén Tomalin) (New York, 1946. október 4. –) Oscar-, BAFTA- és Screen Actors Guild-díjas amerikai színésznő.
Színészi pályafutását a Joe című 1970-es filmben kezdte. 1975-ben feltűnt a Rocky Horror Picture Show című zenés horrorvígjátékban. Legjobb női főszereplőként négy alkalommal jelölték Oscar-díjra – Atlantic City (1980), Thelma és Louise (1991), Lorenzo olaja (1992), Az ügyfél (1994) –, majd végül a Ments meg, Uram! (1995) hozta el számára a győzelmet.
Egyéb filmjei közé tartozik a Csinos kislány (1978), Az éhség (1983), Az eastwicki boszorkányok (1987), a Baseball bikák (1988), A gyönyör rabjai (1990), a Kisasszonyok (1994), a James és az óriásbarack (1996) és az Édesek és mostohák (1998).
A 2000-es évektől feltűnt a Bűbáj (2007), a Speed Racer – Totál turbó (2008), a Komfortos mennyország (2009), a Felhőatlasz (2012), a Tammy (2014) és a Rossz anyák karácsonya (2017) című filmekben.
1999 óta az UNICEF jószolgálati nagykövete.

## Fiatalkora és tanulmányai
Szülei Philip Tomalin (1917–1999) és Lenora Criscione (1923–2020). 1964-ben érettségizett az edisoni gimnáziumban. Egyetemi tanulmányait a New Jersey-i Egyetemen végezte, ahol matematikát, filozófiát és színháztudományt tanult. 1968-ban diplomázott. Karrierje kezdetén az Eileen Ford ügynökség modellje volt.

## Színészi pályafutása
1970-től szerepelt filmekben. 1970–1971 között a World Apart című tv-sorozat főszereplője volt. 1975-ben első fontos filmszerepét játszotta a Rocky Horror Picture Showban. Ugyanebben az évben szerepelt Robert Redford társaságában A nagy Waldo Pepper című filmben. 1983-ban a Broadway-on is fellépett. Az 1988-as év hozta meg számára az áttörést, a Baseball bikák című filmben nyújtott alakításával. 1995-ben készült a Ments meg, Uram! című film, amelyben egy nővért alakított. Ezért a filmért elnyerte az legjobb női főszereplőnek járó Oscart.

## Magánélete
1967-1979 között Chris Sarandon volt a párja. Az 1980-as években Franco Amurri olasz filmrendezővel találkozgatott. Egy lányuk született: Eva Amurri színésznő 1985-ben. 1988-2009 között Tim Robbins színésszel élt együtt. Tőle 2 gyermeke született: Jack Henry (1989) és Miles Guthrie (1992).

## Filmográfia

### Film
| Év   | Magyar cím                            | Eredeti cím                                | Szerep                        | Magyar hang        |
| ---- | ------------------------------------- | ------------------------------------------ | ----------------------------- | ------------------ |
| 1970 |                                       | Joe                                        | Melissa Compton               |                    |
| 1971 | Mortadella                            | Lady Liberty                               | Sally                         | Borbás Gabi        |
| 1971 |                                       | The Apprentice                             | Elizabeth Hawkins             |                    |
| 1974 | Drága Molly                           | Lovin' Molly                               | Sarah                         | Zakariás Éva       |
| 1974 | Szenzáció!                            | The Front Page                             | Peggy Grant                   | Kovács Nóra        |
| 1974 | Szenzáció!                            | The Front Page                             | Peggy Grant                   | Kocsis Judit       |
| 1975 | A nagy Waldo Pepper                   | The Great Waldo Pepper                     | Mary Beth                     | Tóth Auguszta      |
| 1975 | Rocky Horror Picture Show             | The Rocky Horror Picture Show              | Janet Weiss                   | Andresz Kati       |
| 1976 | Nyári szerelem                        | One Summer Love                            | Chloe                         |                    |
| 1977 |                                       | Checkered Flag or Crash                    | C.C. Wainwright               |                    |
| 1977 |                                       | The Other Side of Midnight                 | Catherine Alexander Douglas   |                    |
| 1977 |                                       | The Great Smokey Roadblock                 | Ginny                         |                    |
| 1978 | A cigányok királya                    | King of the Gypsies                        | Rose                          | Orosz Helga        |
| 1980 | Atlantic City                         | Atlantic City                              | Sally Matthews                | Bodnár Erika       |
| 1980 | Atlantic City                         | Atlantic City                              | Sally Matthews                | Andresz Kati       |
| 1980 | Atlantic City                         | Atlantic City                              | Sally Matthews                | Major Melinda      |
| 1980 |                                       | Loving Couples                             | Stephanie Beck                |                    |
| 1982 | Vihar                                 | Tempest                                    | Aretha Tomalin                | Tóth Auguszta      |
| 1983 | Az éhség                              | The Hunger                                 | Sarah Roberts                 | Andresz Kati       |
| 1984 | Szexközelben                          | The Buddy System                           | Emily Price                   | Andresz Kati       |
| 1985 |                                       | Compromising Positions                     | Judith Singer                 |                    |
| 1987 | Az eastwicki boszorkányok             | The Witches of Eastwick                    | Jane Spofford                 | Halász Judit       |
| 1988 | Baseball bikák                        | Bull Durham                                | Annie Savoy                   | Andresz Kati       |
| 1988 | Baseball bikák                        | Bull Durham                                | Annie Savoy                   | Zborovszky Andrea  |
| 1988 | Baseball bikák                        | Bull Durham                                | Annie Savoy                   | Vándor Éva         |
| 1988 | Amerikai négyes                       | Sweet Hearts Dance                         | Sandra Boon                   | Bodnár Erika       |
| 1989 | Szorul a hurok                        | The January Man                            | Christine Starkey             | Kútvölgyi Erzsébet |
| 1989 | Forrongó évszak (Száraz fehér évszak) | A Dry White Season                         | Melanie Bruwer                | Csere Ágnes        |
| 1989 | Forrongó évszak (Száraz fehér évszak) | A Dry White Season                         | Melanie Bruwer                | Dudás Eszter       |
| 1990 | A gyönyör rabjai                      | White Palace                               | Nora Baker                    | Vándor Éva         |
| 1991 | Thelma és Louise                      | Thelma & Louise                            | Louise Sawyer                 | Andresz Kati       |
| 1992 | A játékos                             | The Player                                 | önmaga (cameo)                |                    |
| 1992 | Könnyű altató                         | Light Sleeper                              | Ann                           | Vándor Éva         |
| 1992 | Bob Roberts                           | Bob Roberts                                | Tawna Titan                   |                    |
| 1992 | Lorenzo olaja                         | Lorenzo's Oil                              | Michaela Odone                | Andai Györgyi      |
| 1994 | Az ügyfél                             | The Client                                 | Regina 'Reggie' Love          | Menszátor Magdolna |
| 1994 | Kisasszonyok                          | Little Women                               | Margaret 'Marmee' March       | Andresz Kati       |
| 1994 | Halálhírre várva (A hetedik fiú)      | Safe Passage                               | Margaret 'Mag' Singer         | Andresz Kati       |
| 1995 | Ments meg, Uram!                      | Dead Man Walking                           | Helen Prejean nővér           | Kútvölgyi Erzsébet |
| 1995 | Ments meg, Uram!                      | Dead Man Walking                           | Helen Prejean nővér           | Agócs Judit        |
| 1996 | James és az óriásbarack               | James and the Giant Peach                  | Pókkisasszony (hangja)        | Menszátor Magdolna |
| 1998 | Rejtélyes alkony                      | Twilight                                   | Catherine Ames                | Andresz Kati       |
| 1998 | Rejtélyes alkony                      | Twilight                                   | Catherine Ames                | Menszátor Magdolna |
| 1998 |                                       | Illuminata                                 | Calimene                      |                    |
| 1998 | Édesek és mostohák                    | Stepmom                                    | Jackie Harrison               | Kútvölgyi Erzsébet |
| 1999 |                                       | Our Friend, Martin                         | Mrs. Clark (hangja)           |                    |
| 1999 | Broadway 39. utca                     | Cradle Will Rock                           | Margherita Sarfatti           | Kovács Nóra        |
| 1999 | Mindenütt jó                          | Anywhere but Here                          | Adele August                  | Andresz Kati       |
| 2000 | Joe Gould titka                       | Joe Gould's Secret                         | Alice Neel                    |                    |
| 2000 | Rugrats – A fecsegő tipegők Párizsban | Rugrats in Paris: The Movie                | Coco LaBouche (hangja)        | Andresz Kati       |
| 2001 | Kutyák és macskák                     | Cats & Dogs                                | Ivy (hangja)                  | Pálos Zsuzsa       |
| 2001 |                                       | Goodnight Moon (rövidfilm)                 | narrátor (hangja)             |                    |
| 2002 | Minden jöhet                          | Igby Goes Down                             | Mimi Slocumb                  | Vándor Éva         |
| 2002 | Minden jöhet                          | Igby Goes Down                             | Mimi Slocumb                  | Orosz Helga        |
| 2002 | Minden jöhet                          | Igby Goes Down                             | Mimi Slocumb                  | Kovács Nóra        |
| 2002 | Örök lányok                           | The Banger Sisters                         | Lavinia Kingsley              | Andresz Kati       |
| 2002 | Holdfényév                            | Moonlight Mile                             | JoJo Floss                    | Kovács Nóra        |
| 2002 |                                       | Little Miss Spider (rövidfilm)             | narrátor (hangja)             |                    |
| 2004 | Karácsony                             | Noel                                       | Rose Collins                  | Kovács Nóra        |
| 2004 | Diliwood                              | Jiminy Glick in Lalawood                   | önmaga (cameo)                |                    |
| 2004 | Hölgyválasz                           | Shall We Dance                             | Beverly Clark                 | Bánsági Ildikó     |
| 2004 | Alfie                                 | Alfie                                      | Liz                           | Andresz Kati       |
| 2005 | Elizabethtown                         | Elizabethtown                              | Hollie Baylor                 | Andresz Kati       |
| 2005 | Románc és cigaretta                   | Romance & Cigarettes                       | Kitty Kane Murder             | Menszátor Magdolna |
| 2006 | Veszedelmes vonzerő                   | Irresistible                               | Sophie Hartley                | Andresz Kati       |
| 2007 | Anyámon a tanárom                     | Mr. Woodcock                               | Beverly Farley                | Andresz Kati       |
| 2007 | Elah völgyében                        | In the Valley of Elah                      | Joan Deerfield                | Andresz Kati       |
| 2007 | Bűbáj                                 | Enchanted                                  | Narissa királynő              | Kútvölgyi Erzsébet |
| 2007 | Érzelmi számtan                       | Emotional Arithmetic                       | Melanie Lansing Winters       | Kútvölgyi Erzsébet |
| 2008 | Speed Racer – Totál turbó             | Speed Racer                                | Racer Mama                    | Andresz Kati       |
| 2008 | A cél szerelmesíti az eszközt...      | Middle of Nowhere                          | Rhonda Berry                  | Bánsági Ildikó     |
| 2009 | Míg a halál el nem választ            | The Greatest                               | Grace Brewer                  |                    |
| 2009 |                                       | Leaves of Grass                            | Daisy Kincaid                 |                    |
| 2009 | A visszavonuló                        | Solitary Man                               | Nancy Kalmen                  | Menszátor Magdolna |
| 2009 | Komfortos mennyország                 | The Lovely Bones                           | Lynn nagymama                 | Nyakó Júlia        |
| 2010 | Tőzsdecápák – A pénz nem alszik       | Wall Street: Money Never Sleeps            | Sylvia Moore                  | Kovács Nóra        |
| 2010 |                                       | Peacock                                    | Fanny Crill                   | Kovács Nóra        |
| 2011 | Jeff, aki otthon lakik                | Jeff, Who Lives at Home                    | Sharon Thompkins              | Menszátor Magdolna |
| 2012 | A robot és Frank                      | Robot & Frank                              | Jennifer                      | Bánsági Ildikó     |
| 2012 | Apa ég!                               | That's My Boy                              | Mary McGarricle               | Vándor Éva         |
| 2012 | Végzetes hazugságok                   | Arbitrage                                  | Ellen Miller                  | Kovács Nóra        |
| 2012 | Felhőatlasz                           | Cloud Atlas                                | Madame Horrox                 | Menszátor Magdolna |
| 2012 | Felhőatlasz                           | Cloud Atlas                                | Ursula idősen                 | nem szólal meg     |
| 2012 | Felhőatlasz                           | Cloud Atlas                                | Yusouf Suleiman               | nem szólal meg     |
| 2012 | Felhőatlasz                           | Cloud Atlas                                | Javasasszony                  | Menszátor Magdolna |
| 2012 | A hallgatás szabálya                  | The Company You Keep                       | Sharon Solarz                 | Kovács Nóra        |
| 2013 | Csapda                                | Snitch                                     | Joanne Keeghan államügyész    | Kovács Nóra        |
| 2013 | A nagy nap                            | The Big Wedding                            | Bebe McBride                  | Andresz Kati       |
| 2013 | Robin Hood végnapjai                  | The Last of Robin Hood                     | Florence Aadland              | Andresz Kati       |
| 2014 | Tammy                                 | Tammy                                      | Pearl Balzen                  | Andresz Kati       |
| 2014 |                                       | Ping Pong Summer                           | Randy Jammer                  |                    |
| 2014 | A hívás                               | The Calling                                | Hazel Micallief               | Andresz Kati       |
| 2015 |                                       | Hell and Back                              | Barb The Angel (hangja)       |                    |
| 2015 | The Meddler                           | The Meddler                                | Marnie Minervini              | Kútvölgyi Erzsébet |
| 2015 |                                       | 3 Generations                              | Dolly                         |                    |
| 2016 | Zoolander 2.                          | Zoolander 2                                | önmaga (cameo)                | Andresz Kati       |
| 2016 |                                       | April and the Extraordinary World          | Chimene (angol hangja)        |                    |
| 2016 |                                       | Mothers and Daughters                      | Millie                        |                    |
| 2016 |                                       | Spark                                      | Bananny (hangja)              |                    |
| 2016 |                                       | Ace the Case                               | Dottie Wheel nyomozó          |                    |
| 2016 |                                       | My Entire High School Sinking Into the Sea | Lorraine konyhásnéni (hangja) |                    |
| 2017 | Rossz anyák karácsonya                | A Bad Moms Christmas                       | Isis                          | Andresz Kati       |
| 2018 | John F. Donovan halála és élete       | The Death and Life of John F. Donovan      | Grace Donovan                 |                    |
| 2018 |                                       | Viper Club                                 | Helen                         |                    |
| 2019 | Szótlan szív                          | Blackbird                                  | Lily                          | Kútvölgyi Erzsébet |
| 2019 |                                       | VHYes                                      | Tracy Beth                    |                    |
| 2019 |                                       | The Jesus Rolls                            | Jean                          |                    |
| 2020 | A vakmerő                             | Fearless                                   | anya (hangja)                 |                    |
| 2021 | Sokk                                  | Jolt                                       | Grace                         |                    |
| 2021 |                                       | Ride the Eagle                             | Honey                         |                    |
| 2022 |                                       | Forty Winks                                | Connie Montoya                |                    |
| 2023 | Talán igent mondok                    | Maybe I Do                                 | Monica                        | Kútvölgyi Erzsébet |
| 2023 | Talán igent mondok                    | Maybe I Do                                 | Monica                        | Kovács Nóra        |
| 2023 | Kék Bogár                             | Blue Beetle                                | Victoria Kord                 | Kubik Anna         |
| 2024 |                                       | The Gutter                                 | Linda Curson                  |                    |
| 2024 | Háziállatok a mentéshez!              | Gracie & Pedro: Pets to the Rescue         | Shades (hangja)               |                    |
| 2024 | Csodás négyes                         | The Fabulous Four                          | Lou                           | Kovács Nóra        |
| 2024 | A 6888. zászlóalj                     | The Six Triple Eight                       | Eleanor Roosevelt             | Bánsági Ildikó     |
| 2025 | Nagyik                                | Nonnas                                     | Gia                           | Vándor Éva         |

## Fontosabb díjak és jelölések
| Év   | Kategória | Díj                                                              | Film                        |
|      |           | Oscar-díj                                                        |                             |
| ---- | --------- | ---------------------------------------------------------------- | --------------------------- |
| 1982 | jelölés:  | legjobb női főszereplő                                           | Atlantic City               |
| 1992 | jelölés:  | legjobb női főszereplő                                           | Thelma és Louise            |
| 1993 | jelölés:  | legjobb női főszereplő                                           | Lorenzo olaja               |
| 1995 | jelölés:  | legjobb női főszereplő                                           | Az ügyfél                   |
| 1996 | díj:      | legjobb női főszereplő                                           | Ments meg, Uram!            |
|      |           | Golden Globe-díj                                                 |                             |
| 1989 | jelölés:  | legjobb női főszereplő (komédia vagy musical)                    | Baseballbikák               |
| 1991 | jelölés:  | legjobb színésznő (dráma)                                        | A gyönyör rabjai            |
| 1992 | jelölés:  | legjobb színésznő (dráma)                                        | Thelma és Louise            |
| 1993 | jelölés:  | legjobb színésznő (dráma)                                        | Lorenzo olaja               |
| 1996 | jelölés:  | legjobb színésznő (dráma)                                        | Ments meg, Uram!            |
| 1999 | jelölés:  | legjobb színésznő (dráma)                                        | Édesek és mostohák          |
| 2003 | jelölés:  | legjobb női mellékszereplő                                       | Minden jöhet                |
| 2009 | jelölés:  | legjobb női főszereplő (minisorozat vagy tévéfilm)               | Bernard és Doris            |
| 2017 | jelölés:  | legjobb női főszereplő (minisorozat vagy tévéfilm]]              | Viszály                     |
|      |           | Emmy-díj                                                         |                             |
| 2008 | jelölés:  | legjobb női főszereplő (televíziós minisorozat vagy tévéfilm)    | Bernard és Doris            |
| 2010 | jelölés:  | legjobb női mellékszereplő (minisorozat vagy tévéfilm)           | Dr. Halál                   |
| 2017 | jelölés:  | Primetime Emmy Award for Outstanding Limited or Anthology Series | Viszály                     |
| 2017 | jelölés:  | legjobb női főszereplő (minisorozat vagy tévéfilm)               | Viszály                     |
|      |           | BAFTA-díj                                                        |                             |
| 1992 | jelölés:  | legjobb női főszereplő                                           | Thelma és Louise            |
| 1995 | díj:      | legjobb női főszereplő                                           | Az ügyfél                   |
|      |           | Screen Actors Guild-díj                                          |                             |
| 1995 | jelölés:  | Screen Actors Guild-díj a legjobb női főszereplőnek              | Az ügyfél                   |
| 1996 | díj:      | legjobb női főszereplő                                           | Ments meg, Uram!            |
| 2009 | jelölés:  | legjobb színésznő (minisorozat vagy tévéfilm)                    | Bernard és Doris            |
| 2011 | jelölés:  | legjobb színésznő (televíziós minisorozat vagy tévéfilm)         | Dr. Halál                   |
| 2016 | jelölés:  | legjobb színésznő (televíziós minisorozat vagy tévéfilm)         | Marilyn Monroe titkos élete |
| 2018 | jelölés:  | legjobb színésznő (televíziós minisorozat vagy tévéfilm)         | Viszály                     |
|      |           | Szaturnusz-díj                                                   |                             |
| 1988 | jelölés:  | Szaturnusz-díj a legjobb női főszereplőnek                       | Az eastwicki boszorkányok   |
| 2009 | jelölés:  | Szaturnusz-díj a legjobb női mellékszereplőnek                   | Komfortos mennyország       |

## Fordítás
- Ez a szócikk részben vagy egészben  a   Susan Sarandon című angol Wikipédia-szócikk fordításán alapul.  Az eredeti cikk szerkesztőit annak laptörténete sorolja fel. Ez a jelzés csupán a megfogalmazás eredetét és a szerzői jogokat jelzi, nem szolgál a cikkben szereplő információk forrásmegjelöléseként.